# Capriva del Friuli
Capriva del Friuli (im furlanischen Dialekt Caprive und im slowenischen Koprivno; deutsch Kapriwa) ist eine nordostitalienische Gemeinde (comune) mit 1618 Einwohnern (Stand 31. Dezember 2023) in der Region Friaul-Julisch Venetien. Die Gemeinde liegt etwa 8,5 Kilometer westlich von Gorizia und gehört zur Comunità Montana del Torre, Natisone e Collio.

## Verkehr
Die Gemeinde liegt an der früheren Strada Statale 56 di Gorizia (heute eine Regionalstraße) von Udine nach Gorizia. Der Bahnhof von Capriva del Friuli wird von Zügen auf der Bahnstrecke Udine–Triest bedient.